# Memorijal Mirza Delibašić
Memorijal "Mirza Delibašić" međunarodni je košarkaški turnir, koji se održava u Sarajevu, od 2005. godine. Turnir organizira KK Bosna u spomen na svoga bivšega igrača, bosanskohercegovačkoga košarkaša Mirzu Delibašića.

## Pobjednici
- 2005.: Efes Pilsen (Turska)
- 2006.: Partizan (Srbija)
- 2007.: Bosna ASA BH Telecom (Bosna i Hercegovina)
- 2008.: Bosna ASA BH Telecom (Bosna i Hercegovina)
- 2009.: Fenerbahce (Turska)
- 2010.: Efes Pilsen (Turska)
- 2011.: Budućnost (Crna Gora)
- 2012.: MZT Skopje (Makedonija)
- 2013.: Igokea[2] (Bosna i Hercegovina);
- 2014.: Türk Telekom B.K. (Turska)
- 2015.: Trabzonspor Medical Park[3] (Turska)
- 2016.: Cedevita[4] (Hrvatska)
- 2017.: Budućnost (Crna Gora)
- 2018.: KK Kakanj[5] (Bosna i Hercegovina)
- 2019.: Cedevita Olimpija (Slovenija)